# Памятник Пушкину (Одесса)
Па́мятник А. С. Пу́шкину в Оде́ссе — памятник А. С. Пушкину, сооружённый в 1887—1889 годах в городе Одесса на Приморском бульваре на средства, выделенные городской Думой и пожертвованные одесситами. Третий памятник, сооружённый в Одессе.

## Описание монумента
Памятник находится на Приморском бульваре в той его части, которая примыкает к зданию Городской думы (во времена сооружения памятника в этом здании располагалась не дума, а городская биржа). Памятник представляет собой бюст поэта, помещённый на высокий квадратный в сечении пьедестал из гранита. Под бюстом — лира, за ней, по диагонали, — перо и пятиконечная звезда с лучом, обращённым вниз. Такое расположение звезды символизировало связь поэта с альманахом «Полярная Звезда». Когда-то звезда была выполнена из хрусталя, даже предполагалось освещать её электричеством, но проект не был воплощён в жизнь.
В нижней части пьедестала из четырёх углов его бьют струи воды, изливающиеся из ртов морских существ (стилизованных дельфинов) и падающие в четыре большие бронзовые вазы, расположенные по углам пьедестала у его основания. Вода, переполняя вазы, стекает в большой гранитный резервуар, обрамляющий памятник.
На лицевой стороне памятника, обращённой к бульвару, имеется надпись: «А. С. Пушкину граждане Одессы», подчеркивающая, на чьи средства поставлен монумент. Выше, на лентах в основании лиры начертано: «1820—1824» — годы южной ссылки поэта. С лицевой стороны памятника на верхней ступени видна полустертая надпись: «Гранит Гниванских ломок Винницкого уезда Подольской губ. пожертвован…» На полукруглом валике, окаймляющем основание бюста, со стороны, обращённой к морю, вырезано: «По проекту Хр. Васильева лепила Ж. Полонская, отлив. А. Моран». На драпировке бюста там, где она ниспадает на старый герб Одессы, выгравирована надпись: «Ж. Полонская». Ниже, на гранитном постаменте выбито: «Сооружёнъ въ 1888 году».

## История сооружения
О планах сооружения памятника А. С. Пушкину было заявлено летом 1880 года, во время мероприятий, посвящённых дню рождения поэта. В Одессе, городе университетском и связанном с биографией самого поэта, проходили памятные пушкинские дни. Накануне дня рождения поэта на заседании в Императорском Новороссийском университете, собранном по инициативе Одесского городского головы Г. Г. Маразли, прозвучала совместная инициатива Славянского благотворительного общества, Одесского городского общественного управления и Новороссийского университета увековечить память Пушкина в Одессе. На заседании, между прочими, выступал Николай Тройницкий, тогдашний редактор газеты «Одесский вестник», который в юности, в годы учёбы в Ришельевском лицее, видел Пушкина. Одесская делегация присутствовала на главном событии всероссийского чествования тех дней — открытии первого памятника Пушкину в Москве работы А. М. Опекушина.
Изначально памятник предполагалось установить на Театральной площади, между Городским театром и Английским клубом, но посчитали имеющееся место недостаточным по размерам. 25 июня 1880 года городская Дума постановила отвести место на Николаевском бульваре, против здания Биржи, для сооружения фонтана с бюстом по частной подписке. Этим же постановлением Славянскому обществу было выделено 300 рублей из городских сумм на премию за лучший проект памятника. Тогда же Итальянскую улицу Одессы переименовали в Пушкинскую.
В конце 1880 года была образована Комиссия по сооружению памятника, в состав которой вошли представители Городской управы (Н. В. Велькоборский), университета (профессора Н. П. Кондаков, А. А. Кочубинский), Славянского общества (И. И. Бобарыкин, председатель Комиссии, и Р. И. Мрачек), Общества изящных искусств (Д. Е. Мазиров, Ф. О. Моранди, В. А. Красовский, впоследствии — Л. Л. Влодек). Комиссия открыла свои действия 29 мая 1881 года, опубликовав в газетах воззвание к одесситам с просьбой жертвовать средства на сооружения памятника и огласив условия конкурса на лучший памятник. По условиям последнего общая смета определялась в 5000 рублей, две премии за лучшие проекты соответственно в 300 и 100 рублей, а срок подачи проектов — до 31 декабря 1881 года. Проекты должен был оценивать экспертный совет, в который входили достойные профессионалы: архитекторы А. И. Бернардацци, А. Д. Тодоров, А. Э. Шейнс, инженер А. А. Швенднер.
К назначенному сроку было подано только четыре работы, но все они были отклонены Комиссией и экспертным советом. Конкурс продлили до 1 мая 1882 года, и к этой дате поступило пять новых предложений. Первая премия была присуждена проекту под девизом: «Это — тот ничтожный мира, что, когда бряцала лира, жег сердца нам как пророк», вторая — с девизом «Поэту — зодчий». После раскодирования девизов оказалось, что первым назван архитектор Х. К. Васильев, а вторым — З. И. Жуковский.
После окончательного утверждения проекта памятника и изучения состояния грунта в месте постройки общая смета работ составила уже 6520 рублей. Сбор средств шёл очень медленно — меркантильные одесситы не спешили жертвовать деньги на памятник. В марте 1886 года Комиссия обратилась с просьбой к городскому общественному управлению соорудить памятник за счёт средств города к 50-летию кончины поэта, то есть к 29 января (10 февраля) 1887 года, но в этой просьбе было отказано, так как Дума не хотела менять изначальную идею сооружения памятника по всенародной подписке, на что и было в своё время дано Высочайшее разрешение.
26 января 1887 года, осознавая, что сооружение монумента находится под угрозой, Комиссия обратилась в правление Славянского благотворительного общества с предложением взять дело по сбору средств на памятник на себя, изготовить новые подписные листы и приурочить закладку памятника к годовщине смерти поэта. Уже 2 февраля произошла торжественная закладка памятника при участии высших властей города, представителей муниципалитета и многочисленной публики: 

Праздник закладки дал блестящие результаты… К этому дню было собрано 600 р., и кроме того он возбудил большой интерес среди граждан. К председателю Общества начали поступать заявления о пожертвованиях.— Отчёт Комиссии по сооружению памятника-фонтана А. С. Пушкину в г. Одессе
Торжественное открытие памятника состоялось 16 апреля 1889 года в 12-м часу дня.

### Меценаты
Вклады одесситов в сооружение памятника были самые разнообразные: от 9 копеек до 100 рублей. Среди меценатов, жертвоваших крупные суммы были аристократы, одесские сановники и представители деловых кругов: по 100 рублей пожертвовали генерал-губернатор Х. Х. Рооп, градоначальник П. А. Зеленой, братья Анатра, фирма «Арист Мас и Ко», граф М. М. Толстой, М. В. и А. В. Шимановские, Н. Ф. Фан-дер-Флит; «Рафалович и Ко», «Тработти и Ко», Ф. П. Родоканаки, А. Ш. Гринберг, «Дрейфус и братья», Мавро-Биязи, Моисей Ашкинази — по 50 рублей; по 25 рублей — И. П. Скаржинский, М. Н. Бухарин, Н. Ф. Сухомлинов, Р. А. Бродская, А. А. Бродский, Я. А. Новиков, «С. И. Бродский и Ко», Лев Бродский, Леон Рабинович, Иван Диалегмено, А. П. Руссов, Иван Вучина, Соломон Баржанский; князь Г. И. Манук-Бей, К. Я. Ринк-Вагнер, П. С. Ралли, Ф. Шполянский, С. Зусман, Р. Зонштейн, О. С. Хаис, Л. Левенсон, «Бланк и Ефрусси», А. Бродский, В. И. Санценбахер пожертвовали по 10 рублей, князь Юрий Гагарин и баронесса Бистром — по 5 рублей, граф Мархоцкий — 3 рубля.
В числе жертвователей были известные в Одессе имена: владелец магазина мод в Пале-Рояле Л. Лантье, адвокат Я. И. Вейнберг, владелец гостиницы Авдей Ящук, будущие владелец Пассажа М. Менделевич и содержатель этой гостиницы Я. Кулинец, автор книги о коммерческой истории Одессы Симон Бернштейн, производитель вин Склаво, издатели газет Навроцкий и Гроссул-Толстой, владелец магазина часов и драгоценностей Мель, сын медика Андреевский, старейший одесский фотомастер Гааз, хозяин магазина военно-офицерских и церковных вещей Хакаловский, реализатор «лучших зарубежных горячительных напитков» Гинанд, архитектор Рейнгерц, издатель почтовых открыток и переплётчик Гезелле, аптекарь Гаевский, думец Буковецкий (отец художника), профессор-минералог Прендель, книготорговцы Белый и Руссо, типограф Кирхнер, владелец гидропатического заведения Исакович, содержатели частных гимназий Бален-де-Балю, Бракенгеймер, Шольп, мануфактурщик Пташников, гастроном Дубинин, булочник-кондитер Либман, табачный фабрикант Асвадуров, торговец игрушками Калпакчи, производитель шляп Дельпеш, бакалейщик Ветков, производители обоев братья Тарнополь, фортепьянщик Рауш, мраморщик Менционе, ювелиры Мангуби и Кохрихт, оптик Энгель.
Жертвовали на памятник и безвестные одесситы всех профессий и национальностей: 300 рублей поступило от собрания акционеров Одесского общества взаимного кредита, Комиссия народных чтений собрала сто рублей, «да 3 рубля 96 копеек с кружки при аудитории народных чтений», попечитель Одесского учебного округа собрал 45 рублей, правление Общества взаимного вспомоществования тружеников печатного дела города Одессы пожертвовало 25 рублей, «господа офицеры 13-го стрелкового батальона» передали 13 рублей 35 копеек.
Отставной Новороссийский губернатор А. Г. Строганов, видевший Пушкина лично и являющийся отдалённым родственником поэта (он являлся троюродным братом Наталии Николаевны Пушкиной), проживавший тогда в Одессе, категорически отказался жертвовать что-либо на памятник и явившимся к нему просителям заявил: «Я кинжальщикам памятников не ставлю!… Я до этого ещё не дошёл!… Что же это такое — Пушкину памятник!… А?… Но что же полиция смотрит?… Что она смотрит?… Подписка!… И кому?… Нет, я не могу допустить подобного образа действий… Нужно сообщить полиции…». Зато М. Д. Толстой, так же знавший поэта лично, с удовольствием пожертвовал на памятник 100 рублей.
Кроме денежных жертвований одесситы способствовали строительству монумента, предлагая Комиссии бесплатные услуги и материалы — безвозмездно выполнялись разнообразные скульптурные, каллиграфические, водопроводные, асфальтовые и другие работы — так зодчие Ф. О. Моранди и Ю. М. Дмитренко обязались бесплатно руководить работами по сооружению; сотрудник Товарищества разработки залежей Городищенского лабрадора Н. И. Баринов исходатайствовал согласие своего товарищества на поставку лабрадора без оплаты; арендатор Гниванских гранитных ломок пожертвовал гранит; Н. Шевцов предоставил плиты для фундамента, цемент и песок (всего на 1189 рублей); З. Чернобыльскоий — лес на 73 рубля 45 копеек; Я. Новиков — канаты на 120 рублей; еврейское общество «Труд» безвозмездно исполнило все работы из чугуна (на 300 рублей); Абрам, Моисей и Мордка Розенов, Лейзер Циммерман и Захарий Логинов предоставили штучный камень на 160 рублей, одесский газетчик В. В. Навроцкий бесплатно отпечатал афиши и билеты на пушкинский бал и праздник; Общество Юго-Западных железных дорог отказалось от оплаты за доставку бюста и бронзовых украшений, отливаемых в Петербурге на заводе Морана, в Одессу.

## Городская легенда
По существующей городской легенде бронзовый Пушкин «отвернулся» от Городской думы и «стоит к ней спиной», якобы за то, что она отказалась выделить средства на сооружение ему памятника. Это не соответствует действительному положению дел, так как во времена проектировки и возведения монумента городская Дума находилась в другой стороне бульвара, напротив гигантской лестницы, возле памятника Ришельё. То есть спиной к Думе стоял как раз памятник Дюку, а Пушкин располагался к Думе лицом, а спиной к городской бирже, которая располагалась как раз в том здании, в котором впоследствии расположилась Одесская дума, Горсовет, Одесская мэрия.
Более того, данная легенда неправдива и в отношении действительного участия Городской думы в финансировании сооружения памятника. Многолетний сбор средств от общественности, проводимый Славянским благотворительным обществом, не поспевал за ростом стоимости необходимых работ (окончательная стоимость проекта превысила 18 000 рублей). И хотя Дума в 1886 году действительно отклонила ходатайство Комиссии о выделении средств на сооружение памятника из городского бюджета, однако на заключительном этапе работ, когда все собранные от частных жертвователей деньги уже были израсходованы, 5 декабря 1888 года Городская дума всё же выделила 9000 рублей на сооружение памятника. Это была почти половина общей сметы проекта. На этом этапе Дума посчитала возможным принять долевое участие в народном проекте, на который так живо откликнулись простые граждане города.

## Вандализм
В октябре 2024 года монумент облили красной краской.
В апреле 2025 года вандалы накинули петлю на памятник поэту и повесили надпись «Ищу бульдозер».